# Мегура (гора)
Пагорб Магура[джерело?] (рум. Dealul Magura, англ. Măgura Hill[джерело?]) — розташований в районі Унгень, в маєтку села Цігіра, Гміна Негурень Вечі. Розташований на перетині двох природних зон, він геоморфологічно ізольований від прилеглих земель. Пагорб явно відрізняється від навколишнього рельєфу, перепад висот перевищує 150—200 м. Абсолютна висота Магурії становить 388,8 м і довгий час (до висоти пагорба Беленешть — 429,5) вважалася більшою висотою у Бессарабії.

## Загальні відомості
Пагорб Магура також виділяється курганом, висота якого становить 14 м, побудованим на переважаючому плато. Коли й хто насипав курган — невідомо. Існує кілька версій, серед яких вважається, що курган був некрополем або військовою могилою кочівників або міг використовуватися для передачі сигналів тривоги.
У 60-80-х роках на вершині була побудована геодезична піраміда, нині розібрана і замінена кам'яним хрестом. Цей хрест у післявоєнний час встановили мешканці прилеглих міст. У радянський період хрест було знято та закопано в тілі кургану, а після проголошення незалежності відновлено. Схили деформовані зсувами, наразі зайняті переважно лісовими насадженнями. Первісний ґрунтовий покрив був повністю пошкоджений, перейшовши в тіло кургану. Оскільки схили навколо пагорба круті та деформовані зсувами, важко встановити вихідний біогеоценоз на вершині пагорба.
Археологічні дослідження, проведені в 1995 році В'ячеславом Бічбаєвим, виявили тут енеолітичне поселення з культури Кукутені — Трипілля, невеликі керамічні фрагменти, а також грушоподібну посудину з чотирма фігурками, які були декоративними жіночими зображеннями. На вершині кургану було знайдено урну та чашу, а неподалік Магури знайдено добре збережений меч XV століття. У міжвоєнний період на вершині кургану Магура було встановлено хрест, який згодом знесли радянські війська. На його місці була споруджена дерев'яна обсерваторія, яка не збереглася до наших днів, а сьогодні на своєму місці знову встановлено хрест, покритий неіржавною сталлю.
Чотири мегійські села отримали назву від кургану Магура — Мегуреле, Мегура, Мегура-Ноуе, Мегурянка і Слобозія-Мегура.[джерело?]